# Idea leuconoe
Idea leuconoe — бабочка из семейства нимфалид (Nymphalidae) и подсемейства данаид (Danainae). Распространена в Индокитае,  Малайзии, Индонезии,  Филиппинах и Тайване. Размах крыльев 15—17 см. На крыльях узор из черных, частью сливающихся пятен. Ближе к основанию крыльев может быть участок с желтоватым напылением.
Населяет влажные тропические леса Юго-восточной Азии.
Кормовое растение гусениц — тилофора.

## Подвиды
- I. l. athesis Fruhstorfer, 1911
- I. l. caesena Fruhstorfer, 1911
- I. l. chersonesia (Fruhstorfer, 1898)
- I. l. clara (Butler, 1867)
- I. l. engania (Doherty, 1891)
- I. l. esanga Fruhstorfer, 1898
- I. l. fregela Fruhstorfer, 1911
- I. l. godmani Oberthür, 1878
- I. l. gordita Fruhstorfer, 1911
- I. l. javana Fruhstorfer, 1896
- I. l. kwashotoensis (Sonan, 1928)
- I. l. lasiaka van Eecke, 1913
- I. l. leuconoe Erichson, 1834
- I. l. moira Fruhstorfer, 1910
- I. l. natunensis Snellen, 1895
- I. l. nigriana Grose-Smith, 1895
- I. l. obscura Staudinger, 1889
- I. l. princesa Staudinger, 1889
- I. l. samara Fruhstorfer, 1910
- I. l. siamensis (Godfrey, 1916)
- I. l. solyma Fruhstorfer, 1910
- I. l. vedana Fruhstorfer, 1906
- I. l. vicetia Fruhstorfer, 1911

## Галерея
- Куколка
- Верхняя сторона крыльев
- Нижняя сторона крыльев